# Lepidonotus savignyi
Lepidonotus savignyi är en ringmaskart som först beskrevs av Grube 1856.  Lepidonotus savignyi ingår i släktet Lepidonotus och familjen Polynoidae. Inga underarter finns listade i Catalogue of Life.